# 창위안 (권투 선수)
창위안(중국어 간체자: 常园, 정체자: 常園, 병음: Cháng Yuán, 한자음: 상원, 1997년 6월 24일~)은 중화인민공화국의 권투 선수로 2024년 하계 올림픽에서 여자 플라이급 금메달을 획득했다.

## 경력
허베이성 스자좡시의 우슈에 종사하는 집안에서 태어났다. 어린 시절엔 우슈를 배우다가 12세 때 권투로 전향했으며 스자좡 스포츠 학교에서 수학했다.
2024년 8월 프랑스 파리에서 열린 2024년 하계 올림픽에 참가했으며 결승에서 튀르키예의 하티제 아크바슈를 꺾으며 금메달을 획득했다. 그녀는 올림픽 금메달을 획득한 최초의 중국 여자 권투 선수가 되었다.